# Бела Пейдж
Бела Пейдж (на английски: Bella Paige) е австралийска певица от северномакедонски произход, която представя Австралия на детския песенен конкурс „Евровизия 2015“ в София.

## Биография
Живее в Югозападен Мелбърн, македонци са родителите ѝ, мигрирали със семействата си още като малки деца. Нейното семейство е най-голямото ѝ вдъхновение: има сестра, която също е певица, брат футболист – юноша на ФК „Мелбърн Сити“. Заедно със семейството си гледат от години детската „Евровизия“ по SBS.
Музиката я привлича силно, а още на 6-годишна възраст започва да се занимава с пеене. Участва в певчески конкурс, пее пред голяма публика. На прослушванията на „The Voice Kids Australia“ от 2014 година стига до финал и завършва на 2-ра позиция. Подписва с „Юнивърсъл Мюзик Оустрелия“ през април същата година, с дебютния си сингъл „My Girls“ представя Австралия на европейския детски конкурс.
Занимава се с танци, от балет и джаз до хип-хоп, а също и таекуондо, което ѝ носи златни медали на национално ниво.
Бела се надява да се запознае с други малки евровизионни участници и е нетърпелива да пее на специалната сцена. Тя е развълнувана, че ще изпее песен, чийто съавтор е австралийската суперзвезда Делта Гудрем, която Бела среща в „The Voice Kids Australia“. Би искала да се почувства по-близо до македонските си корени, щом пристигне в България.
Амбицирана е да стане международна изпълнителка, която записва и изпълнява на живо. Модели за подражание са ѝ Бионсе, Риана, Джеси Джей, Кристина Агилера и Дженифър Хъдсън.